# Перацкий, Юзеф
Юзеф Перацкий (пол. Józef Pieracki; 10 сентября 1909, Грембув, Австро-Венгрия (ныне Подкарпатское воеводство, Польша) — 5 августа 1988, Варшава, ПНР) — польский актёр театра и кино. Заслуженный деятель культуры Польши.

## Биография
Дебютировал в 1945 году в театре Дома офицеров в Люблине. В 1947—1951 годах играл в Городском театре Свидницы, в 1951—1966 г. — актёр Вроцлавского драмтеатра. С 1966 по 1968 год — на сцене Варшавского театра «Повшехны», в 1969—1973 — актёр столичного театра «Народовы», в 1975—1981 годах выступал в Варшавском Новом театре.
С 1953 по 1986 год снялся в 82 фильмах.

## Избранная фильмография
- 1985 — Фемида — Юзеф, типографский работник
- 1985 — Выстрелы на рассвете
- 1985 — Райская яблоня — ксёндз
- 1985 — Крестник — директор школы
- 1985 — Дезертиры — кондуктор
- 1985 — Бесплодная мечта — доктор Вайнштейн (Валицкий)
- 1984 — Убийство тёти — ксёндз
- 1984 — Похоронная церемония — дядя Ксаверы
- 1982 — Проклятая земля — органист
- 1982 — Баллы за происхождение — Хенрик, актёр, преподаватель театральной школы.
- 1980 — Удары — Хенрик, хирург
- 1980 — Семья Лесьневских — пан Арек, сосед Лесневских
- 1980 — Государственный переворот — Рыбачевский, судья
- 1979 — Форпост
- 1979 — Похищение «Савойи» — учитель
- 1979 — Паром в Швецию — служитель костёла
- 1978 — Что ты мне сделаешь, когда поймаешь  — пассажир без билета в поезде
- 1978 — Роман Терезы Хеннерт — Северин Тарнава-Нутка, отец Терезы
- 1978 — Похороны сверчка — врач
- 1978 — Пламя — ксёндз
- 1978 — Жизнь, полная риска
- 1977 — Палас-отель — старик у посольства
- 1976 — Смотритель маяка — Юзеф Скавиньский, смотритель маяка
- 1976 — Зофия — профессор
- Доложи, 07 — профессор Токаржевский, психиатр
- 1975 — Партитура для деревянных инструментов — ксёндз
- 1975 — Картинки из жизни — судья
- 1975 — Игроки — директор банка
- 1974 — Выстрел — ксёндз
- 1974 — Весна, пан сержант! — ксёндз
- 1973 — Чёрные тучи — настоятель монастыря
- 1973 — Тёмная река — ксёндз
- 1973 — Веретеницы — приходской священник (нет в титрах)
- 1971 — Беспокойный постоялец — приходской священник
- 1970 — Правде в глаза — пьяный
- 1970 — Локис — лакей Шеметов
- 1970 — Пейзаж после битвы — повар
- 1970 — Нюрнбергский эпилог — обвиняемый
- 1970 — Кто верит в аистов? — судья
- 1969 — Преступник, который украл преступление — адвокат
- 1969 — Охота на мух — тесть Влодка
- 1969 — Вознесение — мужчина, руководящий эвакуацией Львовской консерватории
- 1969—1970 — Приключения пса Цивиля — ветеринар
- 1968 — Кукла — Михал Шуман, друг Вокульского (озвучание — Виктор Файнлейб)
- 1968 — Графиня Коссель
- 1967 — Ставка больше, чем жизнь — Майер, инженер
- 1967 — На грани провала
- 1966 — Предпраздничный вечер — милиционер
- 1966 — Полный вперёд! — Юзеф, слуга Глории
- 1966 — Бумеранг — отец Ванды
- 1965 — Рукопись, найденная в Сарагосе — адвокат семьи Суарес
- 1965 — Катастрофа — мужчина в ресторане (нет в титрах)
- 1965 — Завтра-Мексика — судья на чемпионате
- 1964 — Поздно после полудня — тренер Висьляк
- 1964 — Итальянец в Варшаве — «Сатир»
- 1964 — Агнешка 46 — Маковский
- 1963 — Кодовое название «Нектар» — пассажир
- 1963 — Рассчитываю на ваши грехи — портье в отеле (нет в титрах)
- 1963 — Разводов не будет — работник в бюро по трудоустройству
- 1963 — Дневник пани Ганки — полковник Кольчиньский
- 1963 — Два ребра Адама — партийный деятель из воеводства
- 1963 — Где генерал? — капрал Соловейкин
- 1962 — Тарпаны
- 1962 — Как быть любимой — учитель в кафе
- 1961 — Сегодня ночью погибнет город — эпизод (нет в титрах)
- 1961 — Дорога на запад — начальник станции
- 1960 — Стеклянная гора
- 1960 — Осторожно, йети! — бармен/ Мишорек (нет в титрах)
- 1960 — Общая комната — комиссар полиции
- 1960 — Выбор — адвокат
- 1959 — Увидимся в воскресенье — военврач (нет в титрах)
- 1959 — Сигналы — торговец лекарствами (нет в титрах)
- 1959 — Крест за доблесть — эпизод (нет в титрах)
- 1959 — Безмолвная звезда — слушатель лекции Арсеньева
- 1958 — Прощания — профессор Михневич
- 1958 — Пилюли для Аурелии — эпизод (нет в титрах)
- 1958 — Петля — продавец цветов в кафе (нет в титрах)
- 1958 — Пепел и алмаз — Пуцятыцкий
- 1958 — Галоши счастья — директор психиатрической больницы
- 1958 — Восьмой день недели — пьяница в баре (нет в титрах)
- 1957 — Утраченные чувства — пьяный пекарь (нет в титрах)
- 1957 — Встречи — офицер в казино (нет в титрах)
- 1956 — Зимние сумерки — гость на свадьбе
- 1955 — Три старта — пьяный
- 1955 — Ирена, домой! — работник гаража